# South Texada Island Park
South Texada Island Park är en park i Kanada.   Den ligger i Powell River Regional District och provinsen British Columbia, i den sydvästra delen av landet, 3 600 km väster om huvudstaden Ottawa. South Texada Island Park ligger 534 meter över havet. Den ligger på ön Texada Island.
Terrängen runt South Texada Island Park är platt åt sydost, men åt nordväst är den kuperad. Havet är nära South Texada Island Park österut. Trakten är glest befolkad. Det finns inga samhällen i närheten. 